# Comuna Lasinja, Karlovac
Lasinja este o comună în cantonul Karlovac, Croația, având o populație de 1.624 de locuitori (2011).

## Demografie
Componența etnică a comunei Lasinja
     Croați (86,58%)
     Sârbi (11,82%)
     Necunoscut (0,49%)
     Neclasificat (0,8%)
Componența confesională a comunei Lasinja
     Catolici (85,53%)
     Ortodocși (11,02%)
     Fără religie și atei (1,54%)
     Necunoscută (0,92%)
     Alte religii (0,99%)
Conform recensământului din 2011, comuna Lasinja avea 1.624 de locuitori. Din punct de vedere etnic, majoritatea locuitorilor (86,58%) erau croați, cu o minoritate de sârbi (11,82%). Apartenența etnică nu este cunoscută în cazul a 0,49% din locuitori. Din punct de vedere confesional, majoritatea locuitorilor (85,53%) erau catolici, existând și minorități de ortodocși (11,02%) și persoane fără religie și atei (1,54%). Pentru 0,92% din locuitori nu este cunoscută apartenența confesională.